# 미나미쿠리하시역
미나미쿠리하시역(일본어: 南栗橋駅, みなみくりはしえき)은 일본 사이타마현 구키시에 있는 철도역이다.
원래 도큐 덴엔토시 선 및 도쿄 메트로 한조몬 선에서부터 직결 운행하는 열차만 미나미쿠리하시 역까지 운행되었으나, 2013년 3월 16일부터는 도쿄 메트로 히비야 선에서부터 직결 운행하는 열차도 들어온다.

## 타는 곳
| 1·2 | ■ 닛코 선 | 도부 동물공원·가스카베·기타센주・오사이게·아사쿠사 방면 ○ 도쿄 메트로 한조몬 선에 직결 운행 오테마치·나가타초·시부야 방면 ■ 도큐 덴엔토시 선에 직결 운행 후타코타마가와·나가쓰타·주오린칸 방면 ○ 도쿄 메트로 히비야 선에 직결 운행 나카메구로 방면 |
| 3·4 | ■ 닛코 선 | 구리하시·도치기·도부 닛코·기누가와 온천 방면 ■ 야간 철도 아이즈키누가와 선에 직결 운행 아이즈 고원 오제구치 ■ 아이즈 철도 아이즈 선에 직결 운행 아이즈타지마 방면                                                                                  |

## 역세권 정보
- 동쪽에 1km 정도 가면 이바라키현 사시마군 고카정에 들어간다.
- 도호쿠 신칸센이 가까운 곳을 지나간다.
- 국도 제4호선

## 역사
- 1986년 8월 26일: 영업 개시.

## 인접역
| 도부 철도 ■ 닛코 선 | 도부 철도 ■ 닛코 선                             | 도부 철도 ■ 닛코 선     |
| ------------------- | ----------------------------------------------- | ----------------------- |
| 삿테 기타센주 방면  | ■ 특급 기리후리 283호 ■ 급행 ■ 준급 ■ 구간 준급 | (시종점역)              |
| 삿테 기타센주 방면  | ■ 구간 쾌속 ■ 구간 급행 ■ 보통                  | 구리하시 도부 닛코 방면 |